# تپه کمره قمبلیژه
تپه کمره قمبلیژه مربوط به دوران پیش از تاریخ ایران باستان تا دوران‌های تاریخی پس از اسلام است و در شهرستان هرسین، بخش مرکزی، روستای قمبلیژه واقع شده و این اثر در تاریخ ۳۰ تیر ۱۳۸۴ با شمارهٔ ثبت ۱۲۱۸۴ به‌عنوان یکی از آثار ملی ایران به ثبت رسیده است.